# هرب ویگرن
هرب ویگرَن (انگلیسی: Herb Vigran؛ ۵ ژوئن ۱۹۱۰ – ۲۹ نوامبر ۱۹۸۶) بازیگر اهل ایالات متحده آمریکا بود. وی مدرک کارشناسی حقوق دارد و بین سال‌های ۱۹۳۴ تا ۱۹۸۶ میلادی فعالیت می‌کرد.
از فیلم‌ها یا برنامه‌های تلویزیونی که وی در آن نقش داشته است، می‌توان به مالی براونی که غرق‌شدنی نیست و ماجراهای گالیور اشاره کرد.

## یادداشت
1. ↑  The California Death Index lists Vigran's first name as Herburt, rather than Herbert,[۳] as do his obituaries in the Los Angeles Times[۲] and The New York Times.[۴]